# Klimeschiopsis kiningerella
Klimeschiopsis kiningerella is een vlinder uit de familie tastermotten (Gelechiidae). De wetenschappelijke naam is voor het eerst geldig gepubliceerd in 1843 door Duponchel.
De soort komt voor in Europa.